# انجمن اسلامی دانشجویان پیرو خط امام

لوگوی اتحادیه انجمن‌های اسلامی دانشجویان پیرو خط امام

انجمن اسلامی دانشجویان پیرو خط امام، در ۱۴ خرداد ۹۳، همزمان با سالگرد ارتحال سید روح‌الله خمینی با تفکر گفتمان اصلاح طلبی تحت عنوان اتحادیه انجمن‌های اسلامی دانشجویان پیرو خط امام تشکیل شد.
این اتحادیه نخستین اتحادیهٔ اصلاح‌طلبی بود که اعلام موجودیت کردهو تاکنون در دانشگاه‌های ایلام، شهید چمران اهواز، علوم پزشکی آبادان، علوم پزشکی جندی شاپور اهواز، یزد، اصفهان، علوم پزشکی زاهدان و سیستان و بلوچستان تأسیس و شروع به فعالیت کرده‌است.

### تاریخچه شکل‌گیری
۱۴ خرداد ۹۳، بیش از ۲۰ انجمن دانشجویی اصلاح طلب دانشگاه‌های سراسر کشور، تصمیم گرفتند اتحادیه انجمن‌های اسلامی دانشجویان پیرو خط امام را تأسیس کنند اما به علت انتخابات شوراهای مرکزی و زمان امتحانات، نماینده ۱۴ انجمن توانست در نشست حاضر شده و بیانیه را امضا کردند.
انجمن اسلامی دانشجویان دانشگاه‌های شهید رجایی تهران، علوم پزشکی شیراز، علوم پزشکی سمنان، علوم کشاورزی و منابع طبیعی گرگان، شهیدباهنر شیراز، علوم پزشکی مازندران، فسا، علوم پزشکی لرستان، آزاد تبریز، آزاد شهرضا، علوم پزشکی کرمان، علوم کشاورزی و منابع طبیعی ساری، علوم پزشکی بیرجند، استهبان و بیرجند امضا کنندگان این بیانیه هستند.

## اصطلاح خط امام
خط امام اولین بار توسط دانشجویان تسخیرکننده سفارت آمریکا به کار گرفته نشد؛ بلکه اصطلاحی است که اولین بار در اوایل انقلاب سال ۱۳۵۷، توسط حزب توده و نورالدین کیانوری دبیرکل وقت این حزب به ادبیات سیاسی- انقلابی ایران وارد شد و دربرگیرنده نوعی ایدئولوژی و طرز فکری بود که شامل ۵ عنصر زیر باشد:
- ضدامپریالیستی قاطع
- ضداستبداد سلطنتی
- عدالت‌خواهی اجتماعی و حمایت از توده‌های محروم
- سمت‌گیری در جهت تأمین حقوق و آزادی‌های فردی
- تکیه به لزوم اتحاد همه نیروهای راستین خلق در جهت تحقق موارد چهارگانهٔ یاد شده

## تاریخچه خط امام
دانشجویان مسلمان پیرو خط امام، ۴۰۰ تن از دانشجویانی بودند که در ۱۳ آبان ۱۳۵۸، سفارت ایالات متحده آمریکا در تهران را اشغال کرده و بحران گروگان‌گیری در سفارت آمریکا را به‌مدت ۴۴۴ روز به‌وجود آوردند. بیش‌تر این دانشجویان بعدها جزو مؤسسان دفتر تحکیم وحدت شدند.
اعضای کمیتهٔ مرکزی این گروه شامل، ابراهیم اصغرزاده (نماینده دوره سوم مجلس شورای اسلامی، مدیرمسئول روزنامه همبستگی)، محسن میردامادی (نماینده دوره ششم مجلس شورای اسلامی، مدیر مسئول نشریه نوروز)، حبیب‌الله بیطرف (وزیر نیروی کابینه اول و دوم خاتمی، استاندار یزد)، رضا سیف‌الهی (دبیر شورای عالی امنیت ملی و فرمانده نیروی انتظامی ۱۳۷۵–۱۳۷۱) و رحیم باطنی بود.
از دیگر اعضای شناخته شده این گروه می‌توان به محمد نعیمی‌پور (عضو هیئت رئیسه ششمین دوره مجلس شورای اسلامی)، رحمان دادمان (وزیر راه و ترابری دولت خاتمی)، عباس عبدی (سردبیر روزنامه‌های سلام و صبح امروز)، موسی رفان (اولین فرمانده نیروی هوایی سپاه پاسداران انقلاب اسلامی)، سید شمس‌الدین وهابی (نماینده تهران در مجلس ششم و استاد دانشکده مهندسی معدن دانشگاه تهران)، محسن امین‌زاده (معاون وزارت امور خارجه ایران دولت خاتمی)، محمدرضا خاتمی (نایب‌رئیس ششمین دوره مجلس شورای اسلامی)، محمدرضا بهزادیان (معاون اداری مالی وزارت کشور در کابینه اول خاتمی)، حسین شیخ‌الاسلام (نمایندهٔ دورهٔ هفتم مجلس شورای اسلامی و سفیر سابق ایران در سوریه)، معصومه ابتکار (معاون رئیس‌جمهور و رئیس سازمان حفاظت محیط زیست در دولت خاتمی)، کمال تبریزی (کارگردان مشهور سینما)، فریده ماشینی (رئیس کمیته زنان جبهه مشارکت ایران اسلامی)، سید احمد حسینی (نمایندهٔ دورهٔ هفتم مجلس شورای اسلامی)، عزت‌الله ضرغامی (رئیس پیشین صدا و سیمای جمهوری اسلامی ایران)، محسن وزوایی (فرمانده گردان حبیب بن مظاهر لشکر محمد رسول‌الله و فرمانده تیپ ۱۰ سیدالشهدا)، حسین دهقان (وزیر سابق دفاع و پشتیبانی نیروهای مسلح جمهوری اسلامی ایران و مشاور فرماندهی کل قوا) و علیرضا افشار (رئیس ستاد مشترک سپاه پاسداران انقلاب اسلامی؛ فرمانده کل بسیج مستضعفین؛ معاون فرهنگی ستاد کل نیروهای مسلح) اشاره کرد.

## سایر گروه‌های دارای عنوان خط امام
بعدها گروه‌های مختلفی از این اصطلاح استفاده کردند و عنوان خود را بر پایه خط امام نهادند.
این گروه‌ها شامل:
- دانشجویان مسلمان پیرو خط امام
- ائتلاف نیروهای خط امام
- مجمع نیروهای خط امام
- مجمع طلاب خط امام
- جبهه پیروان خط امام و رهبری
- فراکسیون‌های مجلس شورای اسلامی
- اتحادیه انجمن‌های اسلامی دانشجویان پیرو خط امام

## رسانه‌ها
- رسانه تحلیلی خبری مبارزه، اولین رسانه مجازی دانشجویان پیرو خط امام است.[۱۴]
- کانال فعالیت‌های انجمن اسلامی دانشجویان پیرو خط امام دانشگاه شهید چمران اهواز در آپارات[۱۵]

## گزیده بیانیه‌ها
- آذر ۹۳: اتحادیه انجمن‌های اسلامی دانشجویان پیرو خط امام به مناسبت روز دانشجو بیانیه ای صادر کرد.[۱۶]
- خرداد ۹۵: اتحادیه انجمن‌های اسلامی دانشجویان پیرو خط امام دانشگاه‌های سراسر کشور به مناسبت شروع به کار مجلس دهم شورای اسلامی، خطاب به نمایندگان این مجلس در بیانیه ای مشترک اهداف انقلاب و اوضاع کنونی را بیان کردند.[۱۷]
- آذر ۹۶: مهدی فیلی، دبیر انجمن اسلامی دانشجویان پیرو خط امام دانشگاه ایلام، به نمایندگی از اتحادیه انجمن‌های اسلامی دانشجویان پیرو خط امام در دیدار حسن روحانی در روز دانشجو با دانشجویان، بیانیه و مطالبات فعالین دانشجویی اصلاح طلب را قرائت کرد.[۱۸]
- خرداد ۹۷: تعدادی از انجمن‌های اسلامی پیرو خط امام دانشگاه‌های کشور در بیانیه ای مشترک به مناسبت روز قدس از آرمان فلسطین حمایت کردند.[۱۹]

## انشعاب از
- انجمن‌های اسلامی دانشجویان (اکنون–۱۳۲۱)
  - اتحادیه انجمن‌های اسلامی دانشجویان در اروپا (اکنون–۱۳۴۴)
  - انجمن‌های اسلامی دانشجویان در آمریکا و کانادا (اکنون–۱۳۴۹)
    - سازمان دانشجویان ایرانی مسلمان (؟–۱۳۵۳)

  - اتحادیه انجمن‌های اسلامی دانشجویان ایرانی شبه‌قاره هند (اکنون–؟)
  - اتحادیه انجمن‌های اسلامی دانشجویان دانشگاه‌ها و مراکز آموزش عالی کشور (دفتر تحکیم وحدت) (اکنون–۱۳۵۸)
    - دانشجویان مسلمان پیرو خط امام (۱۳۵۹–۱۳۵۸)
    - اتحادیه انجمن‌های اسلامی دانشجویان و فارغ‌التحصیلان دانشگاه‌ها و مراکز آموزش عالی (جنبش اعتدال اسلامی) (۱۳۹۶–۱۳۶۴)
      - اتحادیه جامعه اسلامی دانشجویان (اکنون–۱۳۶۸)

    - اتحادیه ملی دانشجویان (دهه ۱۳۷۰)
    - جبهه متحد دانشجویی (دهه ۱۳۷۰)

    - اتحادیه انجمن‌های اسلامی دانشجویان مستقل (اکنون–۱۳۷۸)
    - دفتر تحکیم وحدت - طیف شیراز (۱۳۸۷–۱۳۸۰)
    - دفتر تحکیم وحدت - طیف علامه (۱۳۸۷–۱۳۸۰)
      - دفتر تحکیم وحدت - طیف دموکراسی‌خواه (۱۳۸۴–۱۳۸۲)

  - اتحادیه تشکل‌های اسلامی سیاسی دانشجویان دانشگاه آزاد اسلامی (اتحادیه اول) (اکنون–۱۳۷۷)
  - سازمان اسلامی دانشجویان ایران (سادا) (اتحادیه دوم) (اکنون–۱۳۸۱)
  - مجمع تشکل‌های اسلامی دانشجویان دانشگاه آزاد اسلامی (اتحادیه سوم) (اکنون–۱۳۸۱)